# 鎖港紫微宮
鎖港紫微宮，或作小管港紫微宮，是台灣澎湖縣馬公市廟宇，主祀紫微大帝，原供奉於鎖港北極殿中，因應鎖港漁港闢建，另於海埔新生地獨立興建而成的廟宇。

## 沿革
「鎖港」源自臺語「小管港」之訛音，位於「圓頂半島」東南端，面朝台灣海峽，清領時期由嵵裡澳管轄。
鎖管港祭祀「紫微大帝」和鎖港北極殿於日治時期開辦的鸞堂信仰有關，相傳民國51年（1962年），鎖港北極殿的「同化社訓善堂」鸞手感應紫微大帝（來自雲南省）降臨指示，於翌年展開村內鎮符遶境之時，行經「北坪海墘」處，乩童奉神諭於沙灘上踏地，表示此處將來為「紫微宮」預定地。民國67年（1978年），逢鎖港北極殿重建，落成，增祀紫微大帝於廟中。
民國70年代（約1980年代）後，澎湖縣政府大規模起造漁港設施:133，民國76年（1987年）間原「北坪海墘」處經抽砂填海，鎖港漁港於焉落成。鎖港居民見廟地顯現，咸認為紫微大帝靈感應驗，一片欣喜，遂於鎖港三甲（東甲、西甲、頂甲）挑選十人，籌組建宮委員會展開四方募款作業。
民國89年（2000年），「鎖港北極殿坤元寺財團委員會」標下廟地現址，並擇期於同年農曆十月廿三動工建廟，但由於工程款項浩大，民國95年（2006年）完成廟宇建築主結構後，便告經費拮据，停工三年。民國98年（2009年），奔走年餘資金到位後，鎖港里民成立「鎖港紫微宮管理員會」，並於同年農曆十月初二復工；民國99年（2010年）農曆十月十五未時入火安座。鎖港紫微宮建廟歷程耗費十年，其興建經費總計為新台幣一億七千萬餘元，其中廟宇建築外頭的紫微大帝坐像造價便高達新台幣一億餘元，也是目前澎湖最高的天神坐像。。

## 祭祀
紫微宮廟高七樓，總共有三層樓為供奉不同主神的神明廳：一樓為「紫微聖殿」，主祀北極紫微大帝（副祀慈濟真君、福德正神、東嶽大帝、玄天上帝、文昌帝君、文衡聖帝）；二樓為「觀音禪殿」，主祀觀世音菩薩（副祀天上聖母、普賢菩薩、瑤池金母、大勢至菩薩），三樓為玉皇寶殿，主祀玉皇大帝（副祀北斗星君、南斗星君）。

## 圖輯

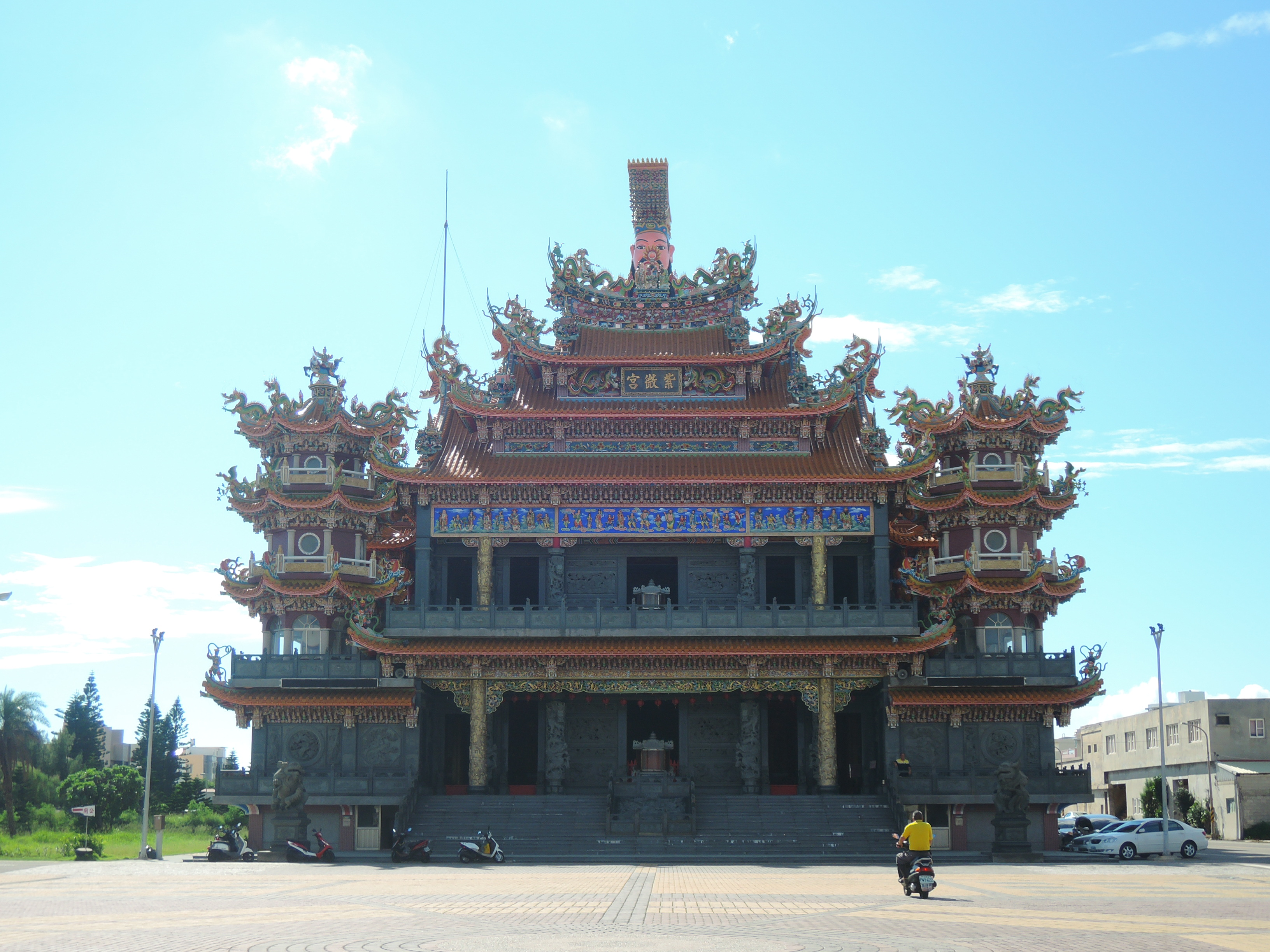
廟埕、立面
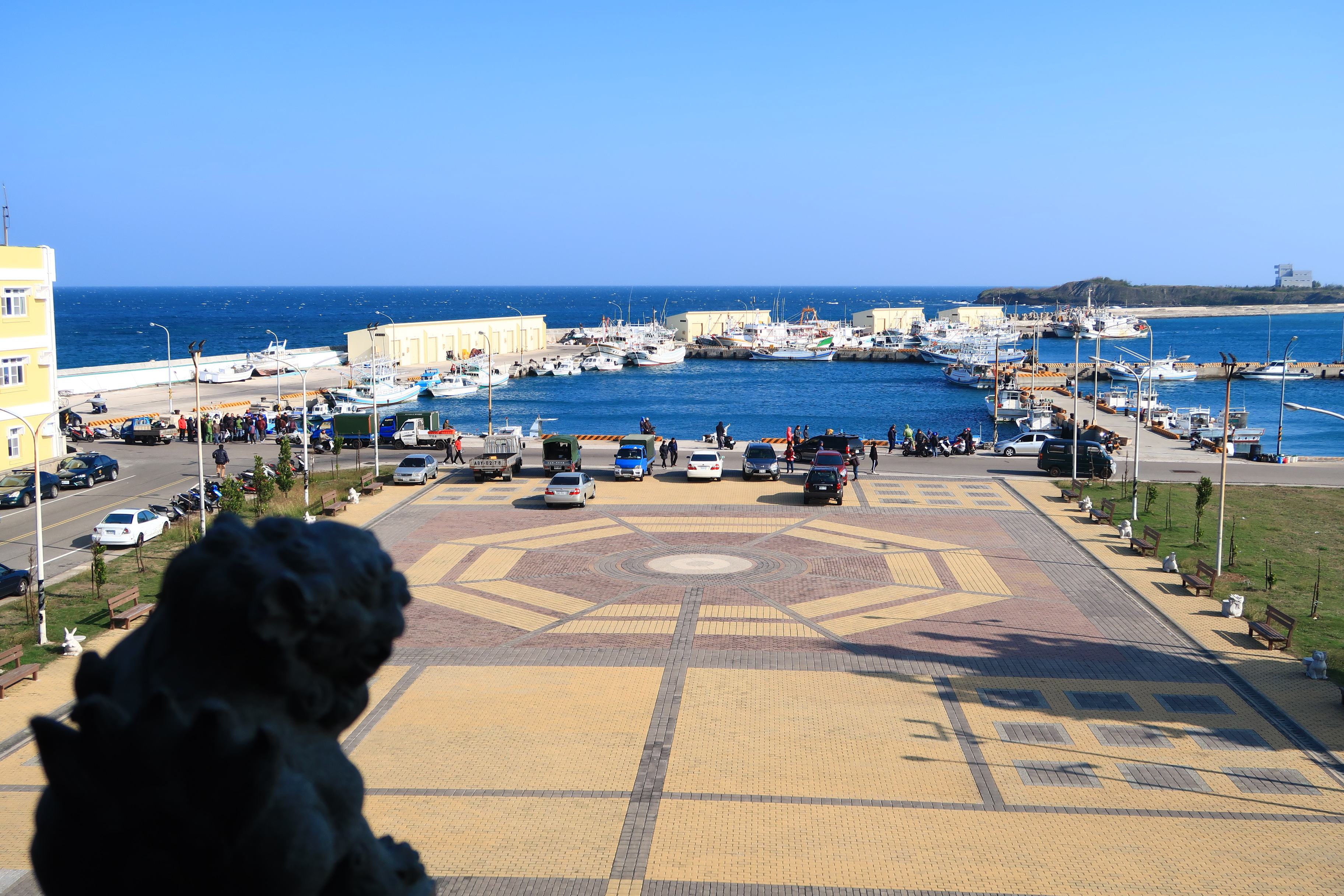
俯瞰鎖港漁港
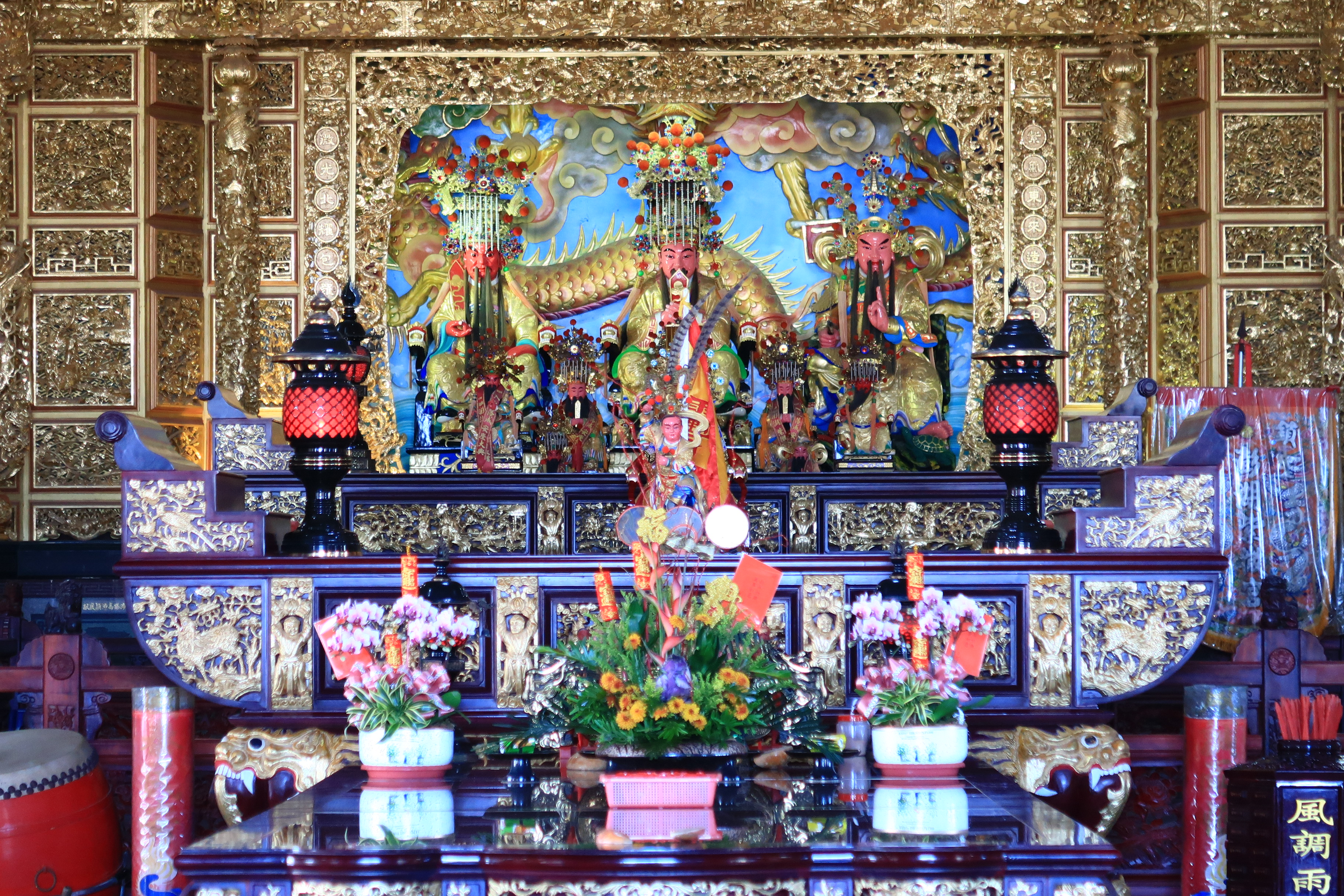
一樓：主祀神祇
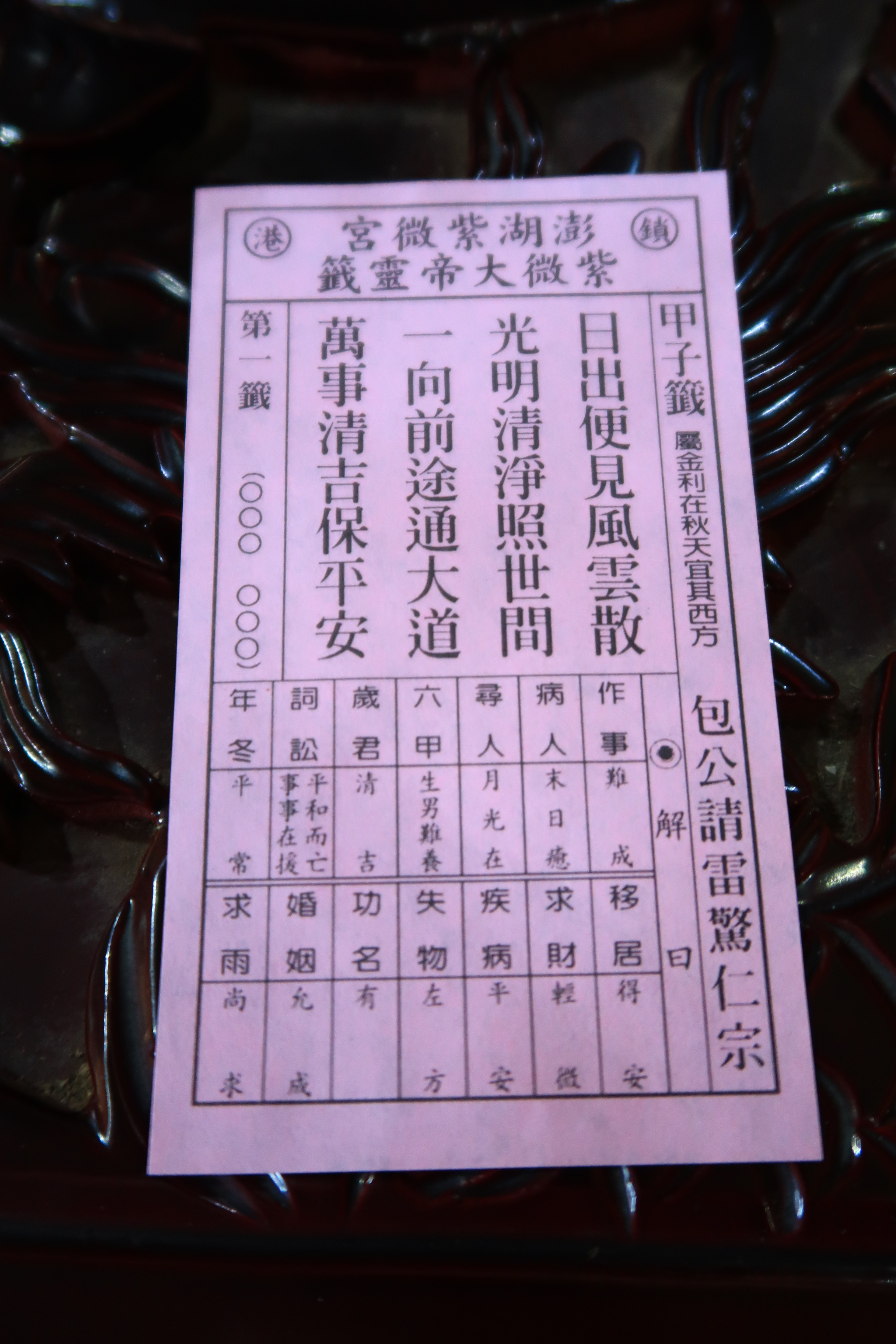
六十甲子籤詩
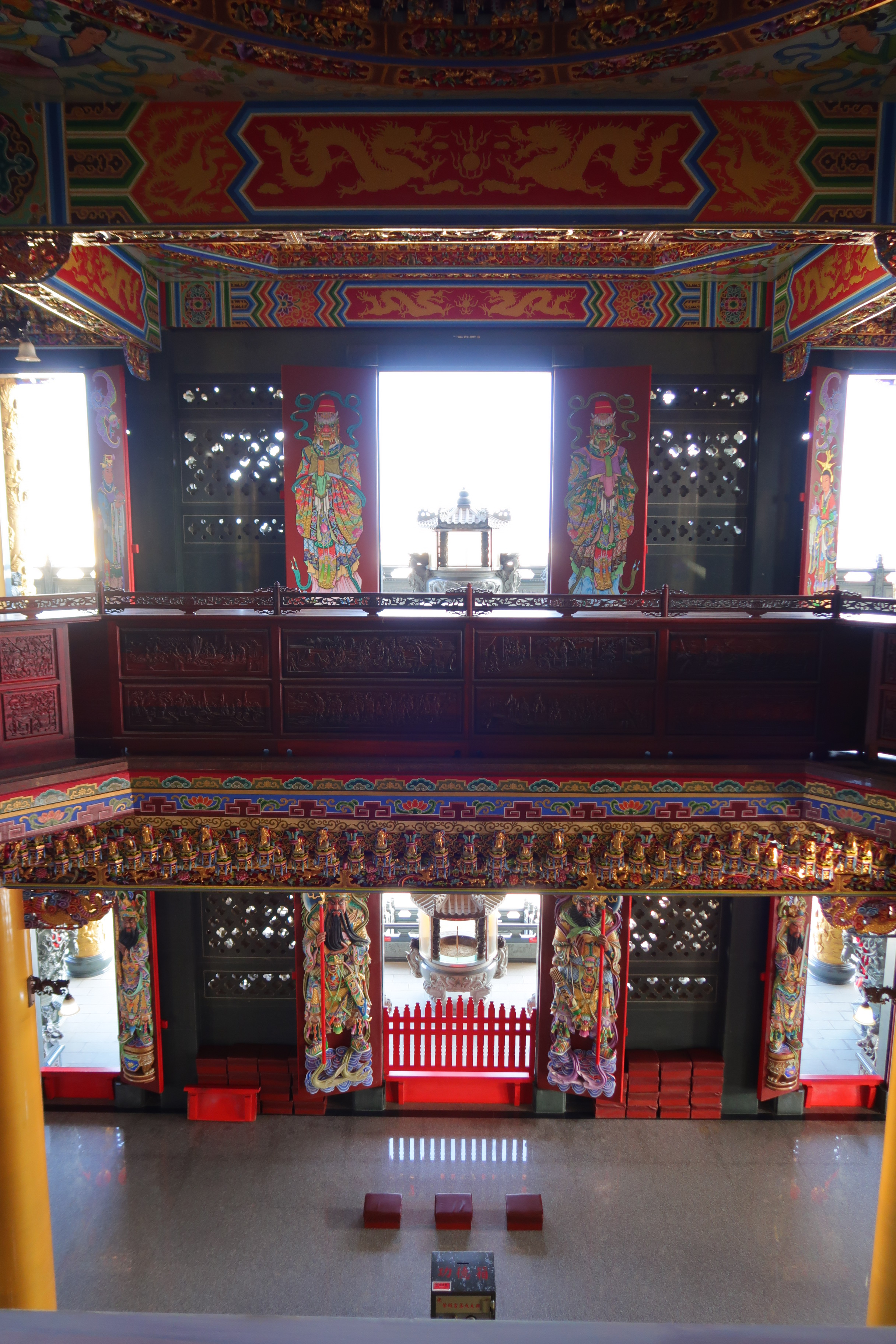
二樓、一樓：大廳迴廊
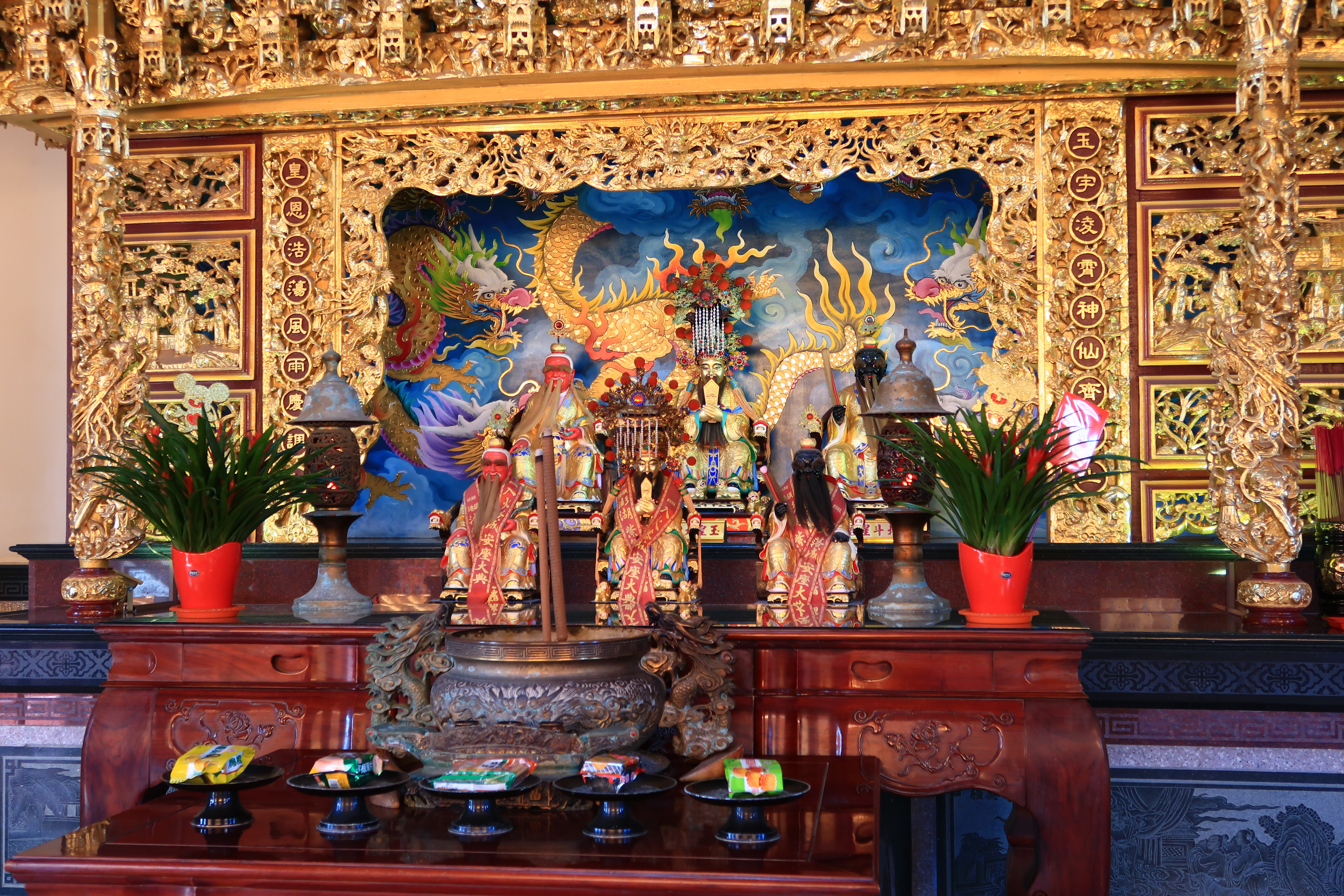
玉皇大帝凌霄寶殿
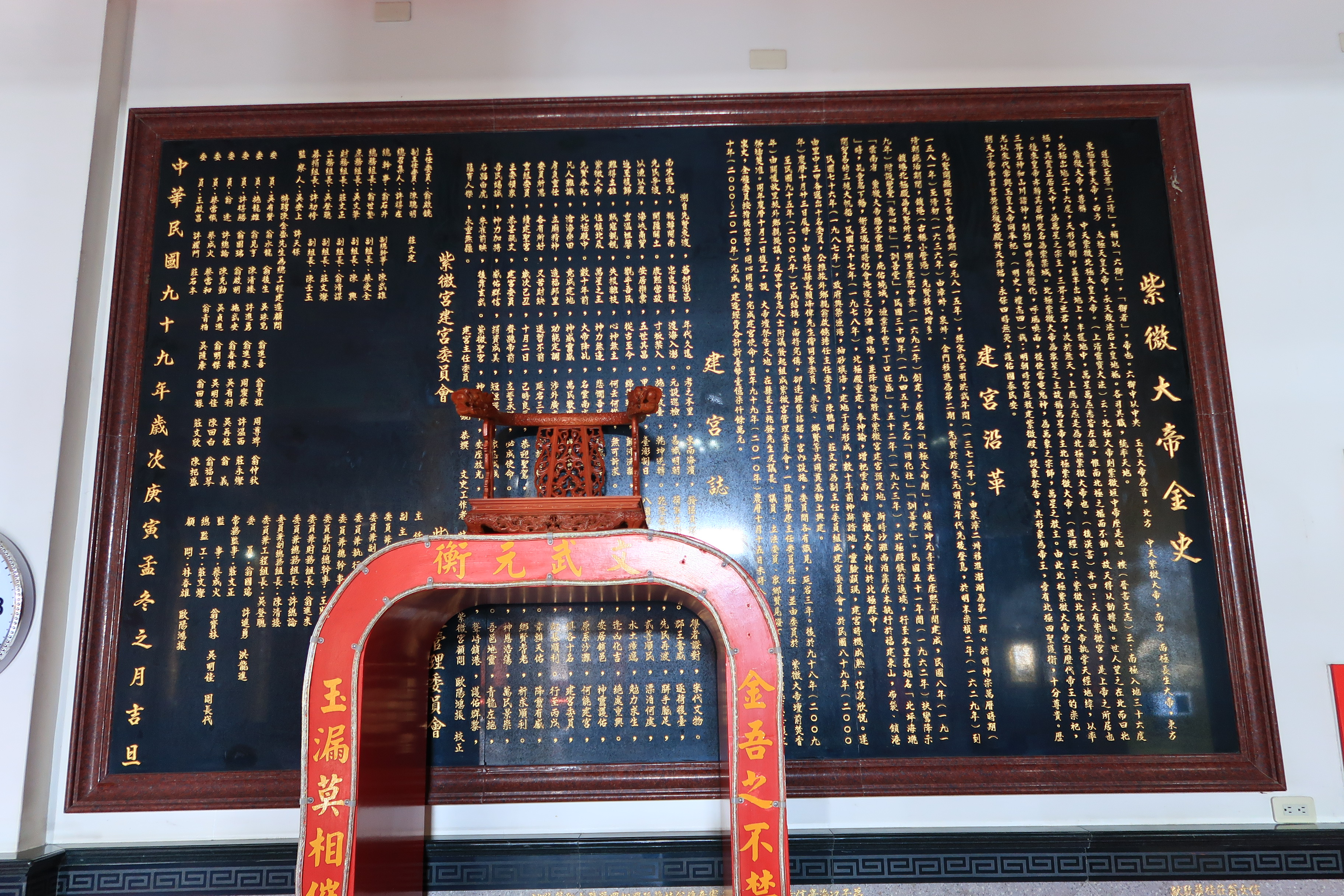
落成碑記（2010年）

## 外部連結
23°31′38″N 119°36′15″E / 23.527267°N 119.604181°E
- 鎖港紫微宮的Facebook專頁